# Grand Prix de France
Grand Prix de France (англ. ISU Grand Prix of Figure Skating Grand Prix de France) — ежегодное соревнование по фигурному катанию среди лучших фигуристов мира по рейтингу ИСУ, которое проходит во Франции. Обычно турнир проходит в ноябре и с 1995 года входит в серию Гран-при по фигурному катанию. Ранее турнир носил названия Grand Prix International de Paris (1987—1993), Trophée de France (1994—1995, 2016), Trophée Lalique (1996—2003), Trophée Éric Bompard (2004—2015) и Internationaux de France (2017—2021).
Фигуристы соревнуются в четырёх дисциплинах: женское и мужское одиночное катание, парное фигурное катание и танцы на льду.

## История

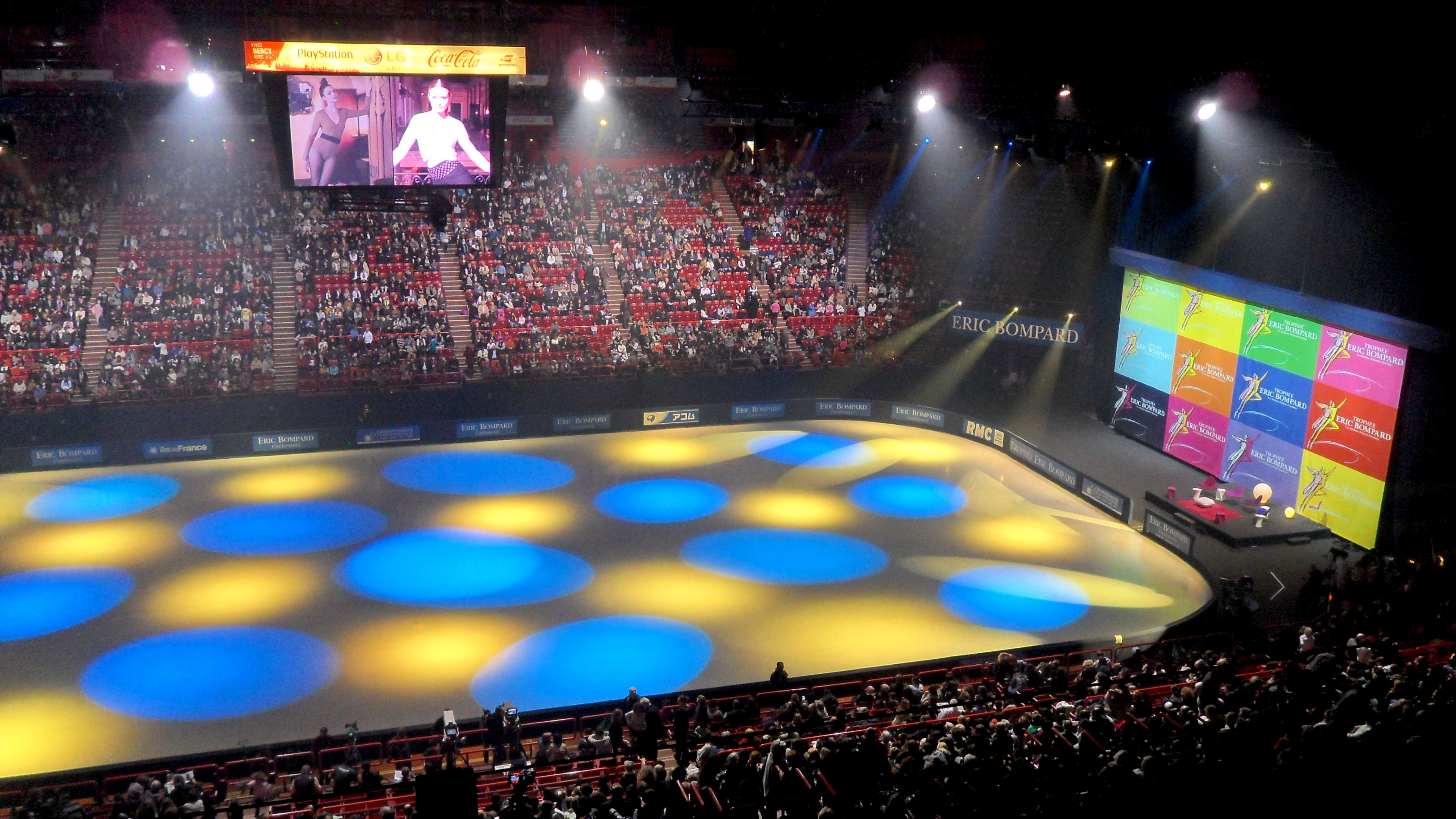
Зал арены «Берси» на показательных выступлениях Trophée Eric Bompard 2011

Первый турнир прошёл в 1987 году под названием Grand Prix International de Paris. В 1994 году турнир состоялся в Лионе и стал называться Trophée de France. В середине 90-х годов у турнира появился титульный спонсор и он сменил название с 1996 года на Trophée Lalique. Турнир затем поменял название на Trophée Eric Bompard (рус. Приз Эрика Бомпара) в честь компании «Eric Bompard Cashemire», которая в 2004 году стала его главным спонсором. Летом 2016 года из-за отказа титульного спонсора турниру было возвращено первоначальное название Trophée de France. В 2017 году турнир прошёл в Гренобле под названием Internationaux de France.
Практически постоянно турнир принимает французская столица Париж. В 1991 году Trophée de France, как исключение, проводился в Альбервиле в качестве предолимпийского мероприятия. Там же он прошёл на следующий год. В 1994 году турнир принимал Лион, затем в 1995 году турнир проходил в Бордо. Далее лишь в 2014 и 2015 годах турнир вновь принимал Бордо.

## Медалисты

### Мужчины
| Медалисты в мужском одиночном катании | Медалисты в мужском одиночном катании | Медалисты в мужском одиночном катании        | Медалисты в мужском одиночном катании        | Медалисты в мужском одиночном катании        |
| ------------------------------------- | ------------------------------------- | -------------------------------------------- | -------------------------------------------- | -------------------------------------------- |
| Год                                   | Место проведения                      | Золото                                       | Серебро                                      | Бронза                                       |
| 1987                                  | Париж                                 | Петр Барна                                   | Анжело Д'Aгостино                            | Пол Робинсон                                 |
| 1988                                  | Париж                                 | Пол Уайли                                    | Гжегож Филиповский                           | Майкл Слипчук                                |
| 1989                                  | Париж                                 | Вячеслав Загороднюк                          | Гжегож Филиповский                           | Норм Профт                                   |
| 1990                                  | Париж                                 | Кристофер Боумэн                             | Вячеслав Загороднюк                          | Элвис Стойко                                 |
| 1991                                  | Альбервиль                            | Курт Браунинг                                | Вячеслав Загороднюк                          | Алексей Урманов                              |
| 1992                                  | Альбервиль                            | Марк Митчелл                                 | Эрик Миллот                                  | Себастьян Бриттен                            |
| 1993                                  | Париж                                 | Тодд Элдридж                                 | Филипп Канделоро                             | Вячеслав Загороднюк                          |
| 1994                                  | Лион                                  | Филипп Канделоро                             | Эрик Миллот                                  | Майкл Чак                                    |
| 1995                                  | Бордо                                 | Илья Кулик                                   | Эрик Миллот                                  | Элвис Стойко                                 |
| 1996                                  | Париж                                 | Тодд Элдридж                                 | Вячеслав Загороднюк                          | Майкл Вайс                                   |
| 1997                                  | Париж                                 | Алексей Ягудин                               | Филипп Канделоро                             | Игорь Пашкевич                               |
| 1998                                  | Париж                                 | Алексей Ягудин                               | Майкл Вайс                                   | Эмануэль Сандю                               |
| 1999                                  | Париж                                 | Алексей Ягудин                               | Vincent Restencourt                          | Иван Динев                                   |
| 2000                                  | Париж                                 | Алексей Ягудин                               | Станик Жанет                                 | Роман Серов                                  |
| 2001                                  | Париж                                 | Алексей Ягудин                               | Тодд Элдридж                                 | Андреас Влашенко                             |
| 2002                                  | Париж                                 | Майкл Вайс                                   | Чжан Минь                                    | Такэси Хонда                                 |
| 2003                                  | Париж                                 | Евгений Плющенко                             | Кевин ван дер Перрен                         | Майкл Вайс                                   |
| 2004                                  | Париж                                 | Джонни Вейр                                  | Бриан Жубер                                  | Эмануэль Сандю                               |
| 2005                                  | Париж                                 | Джеффри Баттл                                | Бриан Жубер                                  | Георге Кипер                                 |
| 2006                                  | Париж                                 | Бриан Жубер                                  | Албан Преобер                                | Сергей Добрин                                |
| 2007                                  | Париж                                 | Патрик Чан                                   | Сергей Воронов                               | Албан Преобер                                |
| 2008                                  | Париж                                 | Патрик Чан                                   | Такахико Кодзука                             | Албан Преобер                                |
| 2009                                  | Париж                                 | Нобунари Ода                                 | Томаш Вернер                                 | Адам Риппон                                  |
| 2010                                  | Париж                                 | Такахико Козука                              | Флоран Амодьо                                | Брэндон Мроз                                 |
| 2011                                  | Париж                                 | Патрик Чан                                   | Сун Нань                                     | Михал Бржезина                               |
| 2012                                  | Париж                                 | Такахито Мура                                | Джереми Эбботт                               | Флоран Амодьо                                |
| 2013                                  | Париж                                 | Патрик Чан                                   | Юдзуру Ханю                                  | Джейсон Браун                                |
| 2014                                  | Бордо                                 | Максим Ковтун                                | Тацуки Матида                                | Денис Тен                                    |
| 2015                                  | Бордо                                 | Сёма Уно                                     | Максим Ковтун                                | Дайсукэ Мураками                             |
| 2016                                  | Париж                                 | Хавьер Фернандес                             | Денис Тен                                    | Адам Риппон                                  |
| 2017                                  | Гренобль                              | Хавьер Фернандес                             | Сёма Уно                                     | Миша Ге                                      |
| 2018                                  | Гренобль                              | Нэтан Чен                                    | Джейсон Браун                                | Александр Самарин                            |
| 2019                                  | Гренобль                              | Нэтан Чен                                    | Александр Самарин                            | Кевин Эймоз                                  |
| 2020                                  | Гренобль                              | Турнир не проводился из-за пандемии COVID-19 | Турнир не проводился из-за пандемии COVID-19 | Турнир не проводился из-за пандемии COVID-19 |
| 2021                                  | Гренобль                              | Юма Кагияма                                  | Сюн Сато                                     | Джейсон Браун                                |
| 2022                                  | Анже                                  | Адам Сяо Хим Фа                              | Сота Ямамото                                 | Томоно Кадзуки                               |
| 2023                                  | Анже                                  | Адам Сяо Хим Фа                              | Илья Малинин                                 | Юма Кагияма                                  |
| 2024                                  | Анже                                  | Адам Сяо Хим Фа                              | Косиро Симада                                | Эндрю Торгашев                               |

### Женщины
| Медалисты в женском одиночном катании | Медалисты в женском одиночном катании | Медалисты в женском одиночном катании        | Медалисты в женском одиночном катании        | Медалисты в женском одиночном катании        |
| ------------------------------------- | ------------------------------------- | -------------------------------------------- | -------------------------------------------- | -------------------------------------------- |
| Год                                   | Место проведения                      | Золото                                       | Серебро                                      | Бронза                                       |
| 1987                                  | Париж                                 | Джил Тренери                                 | Agnès Gosselin                               | Патриция Неске                               |
| 1988                                  | Париж                                 | Клаудиа Лайстнер                             | Наталья Горбенко                             | Эвелин Гроссманн                             |
| 1989                                  | Париж                                 | Сурия Бонали                                 | Холли Кук                                    | Летиция Юбер                                 |
| 1990                                  | Париж                                 | Сурия Бонали                                 | Ленка Кулована                               | Нэнси Керриган                               |
| 1991                                  | Альбервиль                            | Мидори Ито                                   | Кристи Ямагучи                               | Нэнси Керриган                               |
| 1992                                  | Альбервиль                            | Сурия Бонали                                 | Карен Престон                                | Летиция Юбер                                 |
| 1993                                  | Париж                                 | Сурия Бонали                                 | Мила Каяс                                    | Лиза Сарджент Дрисколь                       |
| 1994                                  | Лион                                  | Сурия Бонали                                 | Тоня Квятковски                              | Мишель Кван                                  |
| 1995                                  | Бордо                                 | Жозе Шуинар                                  | Чэнь Лу                                      | Сурия Бонали                                 |
| 1996                                  | Париж                                 | Мишель Кван                                  | Мария Бутырская                              | Тара Липински                                |
| 1997                                  | Париж                                 | Летиция Юбер                                 | Тара Липински                                | Ванесса Гусмероли                            |
| 1998                                  | Париж                                 | Мария Бутырская                              | Николь Бобек                                 | Ванесса Гусмероли                            |
| 1999                                  | Париж                                 | Мария Бутырская                              | Виктория Волчкова                            | Сара Хьюз                                    |
| 2000                                  | Париж                                 | Мария Бутырская                              | Виктория Волчкова                            | Дженнифер Кирк                               |
| 2001                                  | Париж                                 | Мария Бутырская                              | Сара Хьюз                                    | Саша Коэн                                    |
| 2002                                  | Париж                                 | Саша Коэн                                    | Ёсиэ Онда                                    | Алиса Дрей                                   |
| 2003                                  | Париж                                 | Саша Коэн                                    | Сидзука Аракава                              | Юлия Шебештьен                               |
| 2004                                  | Париж                                 | Джоанни Рошетт                               | Каролина Костнер                             | Юлия Шебештьен                               |
| 2005                                  | Париж                                 | Мао Асада                                    | Саша Коэн                                    | Сидзука Аракава                              |
| 2006                                  | Париж                                 | Ён А Ким                                     | Мики Андо                                    | Кимми Мейсснер                               |
| 2007                                  | Париж                                 | Мао Асада                                    | Кимми Мейсснер                               | Эшли Вагнер                                  |
| 2008                                  | Париж                                 | Джоанни Рошетт                               | Мао Асада                                    | Кэролайн Чжан                                |
| 2009                                  | Париж                                 | Ён А Ким                                     | Мао Асада                                    | Юкари Накано                                 |
| 2010                                  | Париж                                 | Киира Корпи                                  | Мираи Нагасу                                 | Алисса Чизни                                 |
| 2011                                  | Париж                                 | Елизавета Туктамышева                        | Каролина Костнер                             | Алисса Чизни                                 |
| 2012                                  | Париж                                 | Эшли Вагнер                                  | Елизавета Туктамышева                        | Юлия Липницкая                               |
| 2013                                  | Париж                                 | Эшли Вагнер                                  | Аделина Сотникова                            | Анна Погорилая                               |
| 2014                                  | Бордо                                 | Елена Радионова                              | Юлия Липницкая                               | Эшли Вагнер                                  |
| 2015                                  | Бордо                                 | Грейси Голд                                  | Юлия Липницкая                               | Роберта Родегьеро                            |
| 2016                                  | Париж                                 | Евгения Медведева                            | Мария Сотскова                               | Вакаба Хигучи                                |
| 2017                                  | Гренобль                              | Алина Загитова                               | Мария Сотскова                               | Кэйтлин Осмонд                               |
| 2018                                  | Гренобль                              | Рика Кихира                                  | Маи Михара                                   | Брэди Теннелл                                |
| 2019                                  | Гренобль                              | Алёна Косторная                              | Алина Загитова                               | Мэрайя Белл                                  |
| 2020                                  | Гренобль                              | Турнир не проводился из-за пандемии COVID-19 | Турнир не проводился из-за пандемии COVID-19 | Турнир не проводился из-за пандемии COVID-19 |
| 2021                                  | Гренобль                              | Анна Щербакова                               | Алена Косторная                              | Вакаба Хигучи                                |
| 2022                                  | Анже                                  | Луна Хендрикс                                | Ким Йерим                                    | Рион Сумиёси                                 |
| 2023                                  | Анже                                  | Изабо Левито                                 | Нина Пиндзарроне                             | Рион Сумиёси                                 |
| 2024                                  | Анже                                  | Эмбер Гленн                                  | Вакаба Хигути                                | Рион Сумиёси                                 |

### Парное катание
| Медалисты в парном фигурном катании | Медалисты в парном фигурном катании | Медалисты в парном фигурном катании          | Медалисты в парном фигурном катании          | Медалисты в парном фигурном катании          |
| ----------------------------------- | ----------------------------------- | -------------------------------------------- | -------------------------------------------- | -------------------------------------------- |
| Год                                 | Место проведения                    | Золото                                       | Серебро                                      | Бронза                                       |
| 1987                                | Париж                               | Natalie Seybold / Wayne Seybold              | Юлия Быстрова / Александр Тарасов            | Laurene Collin / John Penticost              |
| 1988                                | Париж                               | Елена Бечке / Денис Петров                   | Манди Вётцель / Аксель Раушенбах             | Katy Keely / Joseph Mero                     |
| 1989                                | Париж                               | Манди Вётцель / Аксель Раушенбах             | Изабель Брассер / Ллойд Айслер               | Радка Коваржикова / Рене Новотны             |
| 1990                                | Париж                               | Елена Бечке / Денис Петров                   | Евгения Чернышова / Дмитрий Суханов          | Michelle Menzies / Kevin Wheeler             |
| 1991                                | Альбервиль                          | Наталья Мишкутёнок / Артур Дмитриев          | Радка Коваржикова / Рене Новотны             | Елена Бечке / Денис Петров                   |
| 1992                                | Альбервиль                          | Евгения Шишкова / Вадим Наумов               | Радка Коваржикова / Рене Новотны             | Karen Courtland / Todd Reynolds              |
| 1993                                | Париж                               | Наталья Мишкутёнок / Артур Дмитриев          | Марина Ельцова / Андрей Бушков               | Дженни Мено / Тод Санд                       |
| 1994                                | Лион                                | Марина Ельцова / Андрей Бушков               | Елена Бережная / Олег Шляхов                 | Манди Вётцель / Инго Штойер                  |
| 1995                                | Бордо                               | Елена Бережная / Олег Шляхов                 | Оксана Казакова / Артур Дмитриев             | Дженни Мено / Тод Санд                       |
| 1996                                | Париж                               | Оксана Казакова / Артур Дмитриев             | Дженни Мено / Тод Санд                       | Елена Бережная / Антон Сихарулидзе           |
| 1997                                | Париж                               | Елена Бережная / Антон Сихарулидзе           | Манди Вётцель / Инго Штойер                  | Шэнь Сюэ / Чжао Хунбо                        |
| 1998                                | Париж                               | Сара Абитболь / Стефан Бернади               | Кёко Ина / Джон Циммерман                    | Марина Ельцова / Андрей Бушков               |
| 1999                                | Париж                               | Сара Абитболь / Стефан Бернади               | Татьяна Тотьмянина / Максим Маринин          | Дорота Загурская / Мариуш Сюдек              |
| 2000                                | Париж                               | Елена Бережная / Антон Сихарулидзе           | Жами Сале / Давид Пеллетье                   | Кёко Ина / Джон Циммерман                    |
| 2001                                | Париж                               | Елена Бережная / Антон Сихарулидзе           | Кёко Ина / Джон Циммерман                    | Сара Абитболь / Стефан Бернади               |
| 2002                                | Париж                               | Татьяна Тотьмянина / Максим Маринин          | Сара Абитболь / Стефан Бернади               | Пан Цин / Тун Цзянь                          |
| 2003                                | Париж                               | Чжан Дань / Чжан Хао                         | Татьяна Тотьмянина / Максим Маринин          | Tiffany Scott / Philip Dulebohn              |
| 2004                                | Париж                               | Шэнь Сюэ / Чжао Хунбо                        | Мария Петрова / Алексей Тихонов              | Пан Цин / Тун Цзянь                          |
| 2005                                | Париж                               | Татьяна Тотьмянина / Максим Маринин          | Пан Цин / Тун Цзянь                          | Валери Марку / Крэг Бантин                   |
| 2006                                | Париж                               | Мария Петрова / Алексей Тихонов              | Рэна Иноуэ / Джон Болдуин                    | Юлия Обертас / Сергей Славнов                |
| 2007                                | Париж                               | Чжан Дань / Чжан Хао                         | Пан Цин / Тун Цзянь                          | Мария Мухортова / Максим Траньков            |
| 2008                                | Париж                               | Алёна Савченко / Робин Шолковы               | Мария Мухортова / Максим Траньков            | Мэган Дюамель / Крэг Бантин                  |
| 2009                                | Париж                               | Мария Мухортова / Максим Траньков            | Джессика Дюбе / Брайс Дэвисон                | Алёна Савченко / Робин Шолковы               |
| 2010                                | Париж                               | Алёна Савченко / Робин Шолковы               | Вера Базарова / Юрий Ларионов                | Майлин Хауш / Даниэль Венде                  |
| 2011                                | Париж                               | Татьяна Волосожар / Максим Траньков          | Вера Базарова / Юрий Ларионов                | Мэган Дюамель / Эрик Рэдфорд                 |
| 2012                                | Париж                               | Юко Кавагути / Александр Смирнов             | Мэган Дюамель / Эрик Рэдфорд                 | Стефания Бертон/ Ондржей Готарек             |
| 2013                                | Париж                               | Пан Цин / Тун Цзянь                          | Мэган Дюамель / Эрик Рэдфорд                 | Кейди Денни/ Джон Кафлин                     |
| 2014                                | Бордо                               | Ксения Столбова / Фёдор Климов               | Суй Вэньцзин / Хань Цун                      | Ван Сюэхань / Ван Лэй                        |
| 2015                                | Бордо                               | Татьяна Волосожар / Максим Траньков          | Ванесса Джеймс / Морган Сипре                | Джулианна Сеген / Чарли Билодо               |
| 2016                                | Париж                               | Алёна Савченко / Бруно Массо                 | Евгения Тарасова / Владимир Морозов          | Ванесса Джеймс / Морган Сипре                |
| 2017                                | Гренобль                            | Евгения Тарасова / Владимир Морозов          | Ванесса Джеймс / Морган Сипре                | Николь Делла Моника / Маттео Гуаризе         |
| 2018                                | Гренобль                            | Ванесса Джеймс / Морган Сипре                | Тара Кейн / Дэнни О’Ши                       | Александра Бойкова / Дмитрий Козловский      |
| 2019                                | Гренобль                            | Анастасия Мишина / Александр Галлямов        | Дарья Павлюченко / Денис Ходыкин             | Хэвен Денни / Брэндон Фрейзер                |
| 2020                                | Гренобль                            | Турнир не проводился из-за пандемии COVID-19 | Турнир не проводился из-за пандемии COVID-19 | Турнир не проводился из-за пандемии COVID-19 |
| 2021                                | Гренобль                            | Александра Бойкова / Дмитрий Козловский      | Юлия Артемьева / Михаил Назарычев            | Алекса Книрим / Брэндон Фрейзер              |
| 2022                                | Анже                                | Дианна Стеллато-Дудек / Максим Дешам         | Камиль Ковалёв / Павел Ковалёв               | Анника Хокке / Роберт Кункель                |
| 2023                                | Анже                                | Лиа Перейра / Треннт Мишо                    | Сара Конти / Никколо Мачии                   | Камиль Ковалёв / Павел Ковалёв               |
| 2024                                | Анже                                | Минерва Фабьен Хазе / Никита Володин         | Сара Конти / Никколо Мачии                   | Ребекка Гиларди / Филиппо Амброзини          |

### Танцы на льду
| Медалисты в танцах на льду | Медалисты в танцах на льду | Медалисты в танцах на льду                   | Медалисты в танцах на льду                   | Медалисты в танцах на льду                   |
| -------------------------- | -------------------------- | -------------------------------------------- | -------------------------------------------- | -------------------------------------------- |
| Год                        | Место проведения           | Золото                                       | Серебро                                      | Бронза                                       |
| 1987                       | Париж                      | Лия Тровати / Роберто Пелиццола              | Susan Wynne / Joseph Druar                   | Corinne Paliard / Didier Courtois            |
| 1988                       | Париж                      | Susan Wynne / Joseph Druar                   | Шэрон Джонс / Пол Аскем                      | Оксана Грищук / Александр Чичков             |
| 1989                       | Париж                      | Анжелика Крылова / Владимир Лелюх            | April Sargent / Russ Witherby                | Сюзанна Рахкамо / Петри Кокко                |
| 1990                       | Париж                      | Стефания Калегари / Паскуале Камерленго      | Софи Моньотт / Паскаль Лаванши               | Анжелика Крылова / Владимир Лелюх            |
| 1991                       | Альбервиль                 | Анжелика Крылова / Владимир Фёдоров          | Dominique Yvon / Frédéric Pannuel            | Катержина Мразова / Мартин Шимечек           |
| 1992                       | Альбервиль                 | Софи Моньотт / Паскаль Лаванши               | Ирина Романова / Игорь Ярошенко              | Елена Кустарова / Олег Овсянников            |
| 1993                       | Париж                      | Ирина Лобачёва / Илья Авербух                | Элизабет Пунсалан / Джерод Сволэу            | Марина Анисина / Гвендаль Пейзера            |
| 1994                       | Лион                       | Марина Анисина / Гвендаль Пейзера            | Элизабет Пунсалан / Джерод Сволэу            | Катержина Мразова / Мартин Шимечек           |
| 1995                       | Бордо                      | Оксана Грищук / Евгений Платов               | Марина Анисина / Гвендаль Пейзера            | Ирина Романова / Игорь Ярошенко              |
| 1996                       | Париж                      | Марина Анисина / Гвендаль Пейзера            | Элизабет Пунсалан / Джерод Сволэу            | Ирина Романова / Игорь Ярошенко              |
| 1997                       | Париж                      | Оксана Грищук / Евгений Платов               | Марина Анисина / Гвендаль Пейзера            | Ирина Романова / Игорь Ярошенко              |
| 1998                       | Париж                      | Марина Анисина / Гвендаль Пейзера            | Барбара Фузар-Поли / Маурицио Маргальо       | Маргарита Дробязко / Повилас Ванагас         |
| 1999                       | Париж                      | Марина Анисина / Гвендаль Пейзера            | Барбара Фузар-Поли / Маурицио Маргальо       | Маргарита Дробязко / Повилас Ванагас         |
| 2000                       | Париж                      | Марина Анисина / Гвендаль Пейзера            | Ирина Лобачёва / Илья Авербух                | Кати Винклер / Рене Лозе                     |
| 2001                       | Париж                      | Марина Анисина / Гвендаль Пейзера            | Ше-Линн Бурн / Виктор Краатц                 | Маргарита Дробязко / Повилас Ванагас         |
| 2002                       | Париж                      | Елена Грушина / Руслан Гончаров              | Изабель Делобель / Оливье Шонфельдер         | Танит Белбин / Бенжамин Агосто               |
| 2003                       | Париж                      | Албена Денкова / Максим Ставиский            | Мари-Франс Дюбрель / Патрис Лозон            | Изабель Делобель / Оливье Шонфельдер         |
| 2004                       | Париж                      | Татьяна Навка / Роман Костомаров             | Албена Денкова / Максим Ставиский            | Изабель Делобель / Оливье Шонфельдер         |
| 2005                       | Париж                      | Елена Грушина / Руслан Гончаров              | Изабель Делобель / Оливье Шонфельдер         | Федерика Фаелла / Массимо Скали              |
| 2006                       | Париж                      | Албена Денкова / Максим Ставиский            | Изабель Делобель / Оливье Шонфельдер         | Федерика Фаелла / Массимо Скали              |
| 2007                       | Париж                      | Изабель Делобель / Оливье Шонфельдер         | Яна Хохлова / Сергей Новицкий                | Мерил Девис / Чарли Уайт                     |
| 2008                       | Париж                      | Изабель Делобель / Оливье Шонфельдер         | Федерика Файелла / Массимо Скали             | Шинед Керр / Джон Керр                       |
| 2009                       | Париж                      | Тесса Вертью / Скотт Моир                    | Натали Пешала / Фабьян Бурза                 | Шинед Керр / Джон Керр                       |
| 2010                       | Париж                      | Натали Пешала / Фабьян Бурза                 | Екатерина Рязанова / Илья Ткаченко           | Мэдисон Чок / Грег Зюрлайн                   |
| 2011                       | Париж                      | Тесса Вертью / Скотт Моир                    | Натали Пешала / Фабьян Бурза                 | Анна Каппеллини / Лука Ланотте               |
| 2012                       | Париж                      | Натали Пешала / Фабьян Бурза                 | Анна Каппеллини / Лука Ланотте               | Екатерина Рязанова / Илья Ткаченко           |
| 2013                       | Париж                      | Тесса Вертью / Скотт Моир                    | Елена Ильиных / Никита Кацалапов             | Натали Пешала / Фабьян Бурза                 |
| 2014                       | Бордо                      | Габриэла Пападакис / Гийом Сизерон           | Пайпер Гиллес / Поль Пуарье                  | Мэдисон Хаббелл / Закари Донохью             |
| 2015                       | Бордо                      | Мэдисон Хаббелл / Закари Донохью             | Пайпер Гиллес / Поль Пуарье                  | Александра Степанова / Иван Букин            |
| 2016                       | Париж                      | Габриэла Пападакис / Гийом Сизерон           | Мэдисон Хабелл / Закари Донохью              | Пайпер Гиллес / Поль Пуарье                  |
| 2017                       | Гренобль                   | Габриэла Пападакис / Гийом Сизерон           | Мэдисон Чок / Эван Бейтс                     | Александра Степанова / Иван Букин            |
| 2018                       | Гренобль                   | Габриэла Пападакис / Гийом Сизерон           | Виктория Синицина / Никита Кацалапов         | Пайпер Гиллес / Поль Пуарье                  |
| 2019                       | Гренобль                   | Габриэла Пападакис / Гийом Сизерон           | Мэдисон Чок / Эван Бейтс                     | Шарлен Гиньяр / Марко Фаббри                 |
| 2020                       | Гренобль                   | Турнир не проводился из-за пандемии COVID-19 | Турнир не проводился из-за пандемии COVID-19 | Турнир не проводился из-за пандемии COVID-19 |
| 2021                       | Гренобль                   | Габриэла Пападакис / Гийом Сизерон           | Пайпер Гиллес / Поль Пуарье                  | Александра Степанова / Иван Букин            |
| 2022                       | Анже                       | Шарлен Гиньяр / Марко Фаббри                 | Лоранс Фурнье-Бодри / Николай Сёренсен       | Евгения Лопарёва / Жоффре Бриссо             |
| 2023                       | Анже                       | Шарлен Гиньяр / Марко Фаббри                 | Лоранс Фурнье-Бодри / Николай Сёренсен       | Евгения Лопарёва / Жоффре Бриссо             |
| 2024                       | Анже                       | Евгения Лопарёва / Жоффре Бриссо             | Шарлен Гиньяр / Марко Фаббри                 | Эмили Братти / Иэн Сомервилл                 |